# Замок Сібіл
Замок Сібіл (англ. Castle Sybil, Ferriter's Fort, Ferriter's Castle) — Феррітер-форт, замок Феррітер — один із замків Ірландії, розташований в графстві Керрі, на заході півостра Дінгл, на березі океану, у місцевості Балліфтерах, за з км від селища Балліферрітер. Географічні координати замку: 52°10'28.7"N 10°27'13. Нині замок лежить в руїнах. Замок був побудований ірландською родиною Феррітер. Історикам точно не відомо, коли був побудований цей замок, але вважається, що він був побудований біля 1400 року. Ірландський клан Феррітер ірландсько-норманського походження — це нащадки норманських феодалів, що оселилися в цих місцях в ХІІ столітті після англо-норманського завоювання Ірландії в 1172 році. Потім ці норманські феодали породичалися і змішалися з місцевими ірландськими ватажками. Норманські лицарі, які оселилися тут носили прізвище Ле Фуретер (норм. — Le Fureter). Потім ці феодали перейняли ірландські традиції, мову, звичаї і були ревними католиками як і більшість ірландців. Клан Феррітер контролював більшу частину півострова Дінгл та острови Бласкет. У XVII столітті замок належав Пірсу Феррітеру — ірландському вождю, що до останнього чинив опір англійській армії Олівера Кромвеля, навіть тоді, коли повстання за незалежність Ірландії отримало поразку. Замок тоді ж — у 1652 році був зруйнований англійською армією і з того часу лежить у руїнах. Пірст Ферітер був відомим ірландським поетом, що писав ірландською (гельською) мовою.
Замок побудований в норманському стилі. Складався з кількох прямокутних веж, що мали п'ять поверхів між якими були спіральні сходи. Кожен поверх мав одну основну кімнату, над якою було кам'яне склепіння. Між деякими поверхами було перекриття дерев'яними колодами. Головна кімната містилася на верхньому останньому поверсі.
Ірландський вождь та поет Пірс Феррітер або Пярас Ферітер (ірл. — Piaras Feiritéar) народився біля 1600 року. Йому судилося стати останнім ірландським вождем клану, що володів цими землями. Крім цього він був знаним поетом та відомим музикою — майстром гри на ірландській арфі. Його сучасники за це прозвали «джентльмен-арфіст». У свій час він став відомим поетом, що писав ірландською (гельською) мовою. Вірші він писав на теми війни, романтики, політики, горя, смерті, кохання, еротики. Один із його відомих віршів (поем): «Плач на смерть сера Моріса Фіцджеральда — лицаря Керрі, що був убитий в 1642 році.» Ось уривок з цієї поеми (в дослівному перекладі): «Тут лунав голос горя / Один плач невимовного горя / Долинув з півдня сюди / Голос загиблого ватажка / У ніч мертвих цей крик схвилював мене / Я дивився на північ / Моя душа була такою ж похмурою / Коли я впав на коліна в молитві…» У своїх піснях і поемах він оспівував «смерть кельської цивілізації, що тисячі років стояла в Ірландії». У 1640 році спалахнуло повстання за незалежність Ірландії. Була проголошена Ірландська конфедерація і Пірс Феррістер вступив до лав її армії і воював за свободу Ірландії в чині капітана. Він був поранений в бою біля замку Тралі. 12 років він продовжував боротьбу під командою лорда Мускеррі. Командував гарнізоном замку Росс, під його командою було 900 солдатів. У 1653 році останні загони повстанців були розбиті армією Олівера Кромвеля. Пірс Феррістер продовжував вести партизанську боротьбу — до останнього ірландського солдата. Він потрапив в полон біля замку Кастлмен. Його повісили разом з його побратимами і зятем Тедді Моріарті та пріором домініканського монастиря в Тралі в Кілларні 15 жовтня 1653 року. Ніяких підстав для страти священника не було, крім того, що він був братом Пірс Феррітер. Пірс Феррістер став героєм Ірландії, легендою, що була прикладдом для майбутніх поколінь борців за свободу Ірландії.